# 4881 Robmackintosh
4881 Robmackintosh este un asteroid din centura principală de asteroizi.

## Descriere
4881 Robmackintosh este un asteroid din centura principală de asteroizi. A fost descoperit pe 1 decembrie 1975 la Cerro El Roble de Carlos Torres (astronom). Asteroidul prezintă o orbită caracterizată de o semiaxă mare de 2,31 ua, o excentricitate de 0,05 și o înclinație de 8,1° în raport cu ecliptica.